# Pere Canal i Baliu
Pere Canal i Baliu (Granollers, 12 de juny de 1924 - 25 de desembre de 2013), advocat, polític i activista cultural granollerí.